# 台湾民主自治同盟吉林省委员会
台湾民主自治同盟吉林省委员会，简称台盟吉林省委、吉林台盟，是台湾民主自治同盟在吉林省的地方组织。